# Central Delhi
Der Distrikt Central Delhi (Hindi मध्य दिल्ली जिला, englisch Central Delhi district) ist ein Distrikt des Nationalen Hauptstadtterritoriums Delhi in Indien. Er ist Teil der eine einzige Agglomeration bildenden Megastadt Delhi. Der Distrikt wurde im Jahr 1997 gegründet, bei der Reorganisation der Distrikte Delhis im Jahr 2012 aber in seiner Grenzziehung erheblich verändert.

## Geographie
Im Südteil des Distrikts liegt mit Shahjahanabad (Old Delhi) das vorkolonialzeitliche Stadtzentrum Delhis. Richtung Norden erstreckt er sich als relativ schmaler Gebietsstreifen am orographisch rechten, westlichen Ufer des Yamuna.

## Verwaltungsgliederung
Der Distrikt Central Delhi ist wie die übrigen zehn Distrikte des Hauptstadtterritoriums in drei tehsils (Subdistrikte) unterteilt, nämlich Civil Lines, Karol Bagh und Kotwali.

## Geschichte

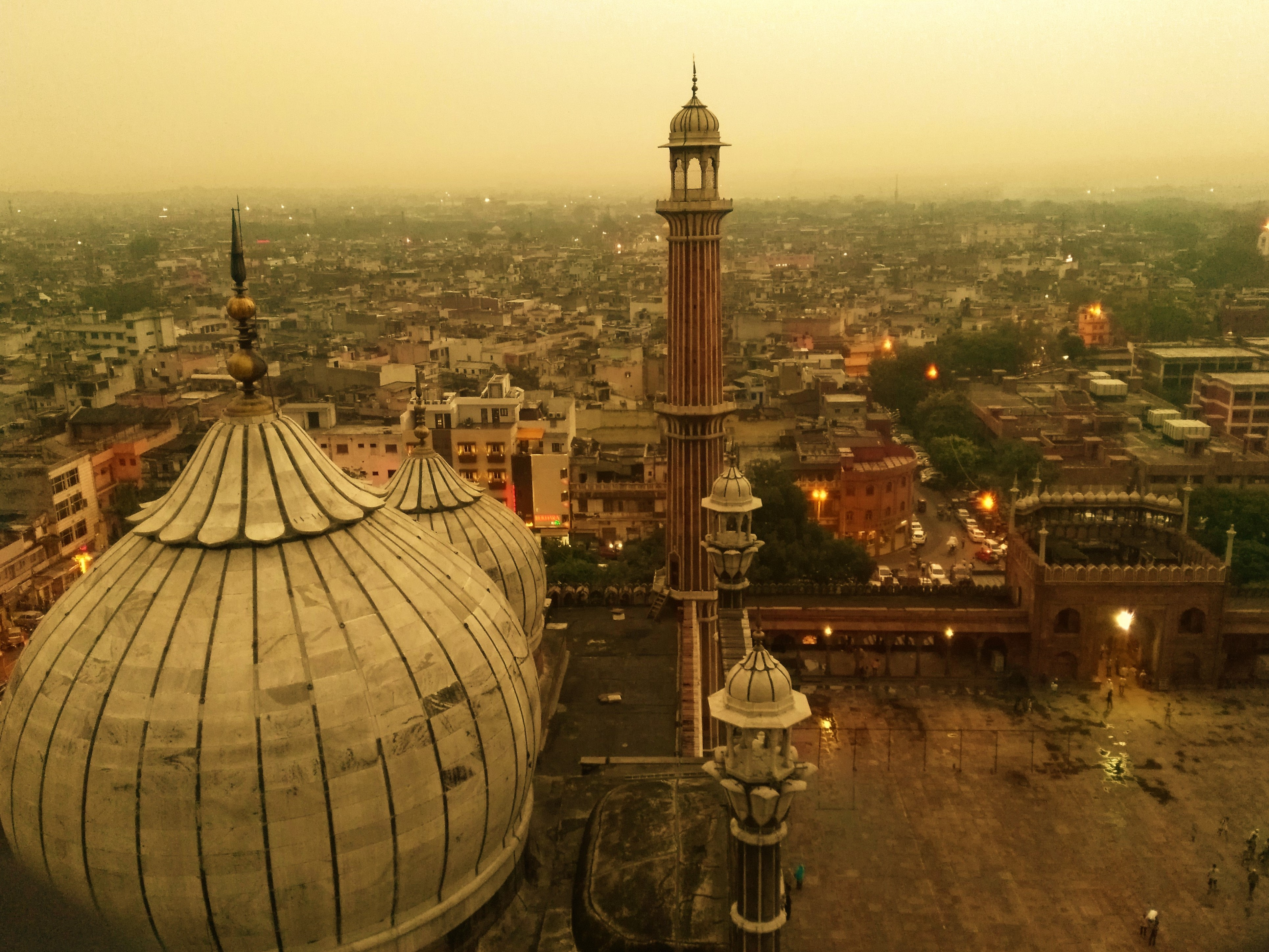
Blick über die Jama Masjid und Shahjahanabad

Ein Distrikt namens Central Delhi besteht seit 1997, als das vormals aus einem einzigen Distrikt bestehende Hauptstadtterritorium in neun Distrikte geteilt wurde. In seinen damaligen Grenzen war der Distrikt 21 km² groß und hatte bei der Volkszählung 2011 rund 580.000 Einwohner.
Bei der Reorganisation der Distrikte Delhis im Jahr 2012, als deren Gesamtzahl auf elf erhöht wurde, erfuhr der Distrikt eine erhebliche Vergrößerung Richtung Norden, weshalb ältere statistische Daten nicht mehr vergleichbar sind. Er umfasst nun auch zusätzlich das Gebiet des vormaligen Distrikts North Delhi, das 61 km² groß war und 2011 rund 890.000 Einwohner hatte.